# Earl of Wemyss

Wappen des Earl of Wemyss and March

Earl of Wemyss ist ein erblicher britischer Adelstitel in der Peerage of Scotland.

## Verleihung, nachgeordnete und weitere Titel
Der Titel wurde am 25. Juni 1633 für John Wemyss, 1. Lord Wemyss, verliehen. Zusammen mit der Earlswürde wurden ihm der nachgeordnete Titel Lord Elcho and Methell verliehen. Bereits am 29. Mai 1625 war ihm der Titel Baronet, of Wemyss in the County of Fife, sowie am 1. April 1628 der Titel Lord Wemyss verliehen worden. Alle  genannten Titel gehören zur Peerage of Scotland bzw. Baronetage of Nova Scotia. Die Titel waren als nur in männlicher Linie vererbbar verliehen worden. Daher erwirkte der 2. Earl, der keine Söhne hatte, 1672, dass ihm die Verleihungsurkunden seiner Peerwürden rückwirkend geändert wurden und die Titel in Ermangelung eigener männlicher Nachkommen nun auch an seine Töchter und deren männliche Nachkommen vererbbar waren. So erbte, als er 1679 ohne Söhne starb, seine Tochter Margaret alle seine Titel, mit Ausnahme der Baronetcy, die erlosch.
Der Sohn und Erbe des 5. Earls, David Wemyss, Lord Elcho, beteiligte sich am Zweiten Jakobitenaufstand und wurde dafür 1746 wegen Hochverrates verurteilt (Act of Attainder). Er konnte dadurch beim Tod seines Vaters 1756 die Titel nicht erben, benutzte sie aber eigenmächtig (soi disant) dennoch. Ebenso benutzte nach dessen kinderlosem Tod 1787 dessen Erbe und Bruder Francis Charteris soi disant die Titel. Letzterer hatte den Nachnamen Charteris von seinem Großvater mütterlicherseits übernommen, nachdem er diesen beerbt hatte. Dessen Enkel, Francis Charteris-Wemyss-Douglas, erreichte 1826 die rückwirkende Wiederherstellung der Titel für ihn als 8. Earl of Wemyss. Er hatte bereits 1810 von seinem Verwandten William Douglas, 4. Duke of Queensberry, den Titel 4. Earl of March, nebst den nachgeordneten Titeln 4. Viscount of Peebles und 4. Lord Douglas of Neidpath, Lyne and Munard geerbt. Die Earldoms Wemyss und March sind seither vereint. Am 17. Juli 1821 war ihm zudem in der Peerage of the United Kingdom der Titel Baron Wemyss, of Wemyss in the County of Fife, verliehen worden.
Familiensitz der Earls ist Gosford House bei Aberlady in East Lothian. Die Familie besitzt auch Stanway House in Gloucestershire, Neidpath Castle bei Peebles und Elcho Castle bei Perth.

## Liste der Earls of Wemyss (1633)
- John Wemyss, 1. Earl of Wemyss (1586–1649)
- David Wemyss, 2. Earl of Wemyss (1610–1679)
- Margaret Wemyss, 3. Countess of Wemyss (1659–1705)
- David Wemyss, 4. Earl of Wemyss (1678–1720)
- James Wemyss, 5. Earl of Wemyss (1699–1756)
- David Wemyss, soi disant 6. Earl of Wemyss (1721–1787) (Titelanspruch verwirkt 1746)
- Francis Charteris, soi disant 7. Earl of Wemyss (1723–1808)
- Francis Douglas, 8. Earl of Wemyss, 4. Earl of March (1772–1853) (Titel wiederhergestellt 1826)
- Francis Wemyss-Charteris, 9. Earl of Wemyss, 5. Earl of March (1796–1883)
- Francis Charteris, 10. Earl of Wemyss, 6. Earl of March (1818–1914)
- Hugo Charteris, 11. Earl of Wemyss, 7. Earl of March (1857–1937)
- David Charteris, 12. Earl of Wemyss, 8. Earl of March (1912–2008)
- James Charteris, 13. Earl of Wemyss, 9. Earl of March (* 1948)

Titelerbe (Heir apparent) ist der Sohn des aktuellen Titelinhabers Richard Charteris, Lord Elcho (* 1984).